# コンラート1世 (オセール伯)
コンラート1世（ドイツ語：Konrad I., 800年ごろ - 864年ごろ）は、アールガウ伯、オセール伯（在位：860年以降 - 864年ごろ）、パリ伯（在位：858年 - 859年）。オセールのサン＝ジェルマン修道院の在俗修道院長でもあった。父はアルトドルフ伯ヴェルフ1世。フランク王ルートヴィヒ1世の2番目の妃ユーディトの兄弟。

## 生涯
858年にコンラート1世とその一族は東フランク王ルートヴィヒ2世を見捨て、ユーディトの息子であるシャルル2世のもとに降った。コンラート1世らは十分な見返りを与えられ、コンラート1世は多くの伯位を与えられた。ルートヴィヒ2世はバイエルンにおけるコンラート1世の領地を没収した 。
『Miracula Sancti Germani』は、コンラート1世の結婚について記す際に、コンラート1世のことを「Chuonradus princeps」（侯、君主）と記している。一説によると、コンラート1世の妻アデライードは未亡人となった後にロベール豪胆公と再婚したという。

## 結婚と子女
834年から838年の間に、コンラート1世はトゥール伯ユーグの娘アデライード・ド・トゥールと結婚した。
- ユーグ（886年没）[1] - サン＝ジェルマン修道院長、ケルン大司教
- コンラート2世（876年没）[1] - オセール伯
- ルドルフ（864年以前没） - サン＝リキエ修道院長、ジュミエージュ修道院長
- ユーディト - コンラディン家のラーンガウ伯ウード2世と結婚、孫は後の東フランク王コンラート1世[5]。

また、以下もコンラート1世の子（あるいはコンラート1世の弟ルドルフの子）と考えられている。
- ヴェルフ1世（2世）（876年以前没） - アルプガウ伯、リンツガウ伯[2]